# Nosodendron bucki
Nosodendron bucki är en skalbaggsart som beskrevs av Jorge 1973. Nosodendron bucki ingår i släktet Nosodendron och familjen almsavbaggar. Inga underarter finns listade i Catalogue of Life.